# Голубок рудоволий
Голубок рудоволий (Zentrygon chiriquensis) — вид голубоподібних птахів родини голубових (Columbidae). Мешкає в Коста-Риці і Панамі.

## Опис
Довжина птаха становить 26-32 см, вага 295-308 г. Тім'я сіре, лоб дещо світліший, потилиця темніша. Обличчя охристе, на щоках чорні смуги, через очі проходять чорні смуги. Верхня частина спини пурпурова, нижня частина спини і надхвістя оливкові з зеленуватим відблиском, плечі каштанові. Підборіддя охристо-біле, груди і боки рудуваті, живіт коричнюватий, боки більш темні. Очі оранжево-карі, навколо очей плями голої червоної шкіри. У самиць груди більш темні, у молодих птахів тім'я коричневе, верхня і нижня частини тіла поцятковані темними смугами.

## Поширення і екологія
Рудоволі голубки мешкають в горах Коста-Рики і західної Панами. Вони живуть в підліску вологих гірських і рівнинних тропічних лісів. Зустрічаються поодинці або парами, на висоті від 600 до 3100 м над рівнем моря. Живляться насінням, плодами і дрібними безхребетними, яких шукають серед опалого листя. Сезон розмноження триває з червня по жовтень. В кладці 1-2 яйця.